# 王宜林
王宜林（1956年9月—），江苏赣榆塔山镇人。工学博士，高级工程师。曾任中国石油天然气集团董事长、中国海洋石油总公司董事长并兼任中国海洋石油有限公司董事长兼非执行董事。

## 从政经历
- 1982年毕业于华东石油学院（今中国石油大学（华东））石油地质专业，历任新疆石油管理局勘探开发研究院副院长、院长。
- 1996年6月任新疆石油管理局副局长兼勘探总地质师。
- 1999年9月任新疆石油管理局（克拉玛依市）党委副书记、新疆油田分公司总经理、党委书记。
- 2001年6月任新疆石油管理局（克拉玛依市）党委书记，新疆油田分公司总经理、党委书记，克拉玛依市人大常委会主任、党组书记。
- 2002年石油大学矿产普查与勘探专业博士研究生毕业，并获工学博士学位。
- 2003年7月任中国石油天然气集团公司总经理助理，2003年12月任中国石油天然气集团公司副总经理、党组成员。
- 2011年4月任中国海洋石油总公司董事长并兼任中国海洋石油有限公司董事长兼非执行董事[2]。
- 2012年11月任中国共产党第十八届中央纪律检查委员会委员。
- 2015年5月，改任中国石油天然气集团董事长[3]。2018年1月，当选第十三届全国政协委员[4]。
- 2024年2月，因涉嫌严重违纪违法，接受中央纪委国家监委纪律审查和监察调查[5]，同年7月31日被开除党籍。

## 违纪通报
2016年6月，中共中央纪委下发《关于徐福顺、王宜林、杨华同志违反中央八项规定精神问题的通报》，这份文件编号为“中纪通【2016】6号”的通报指出徐福顺、王宜林、杨华违反中央八项规定精神的主要问题包括“在党中央持续高压的态势下，依然多次公款吃喝，提供高档酒水和香烟”，以及“并未报国资委审批的情况下违规购买北京金湖度假村，共花费公款9.497亿元”等。
2024年7月31日，在中央纪委国家监委网站通报中，王宜林被指“丧失理想信念，背弃初心使命，长期结交政治骗子并被其利用，对抗组织审查；罔顾中央八项规定精神，多次接受私营企业主安排的旅游，违规收受礼金；违背组织原则，在组织谈话函询时不如实说明问题，在职工录用工作中为他人谋取利益；廉洁底线失守，纵容、默许亲属利用其职权和职务影响谋取私利；不重视家风建设，对配偶失管失教；将公权力当作谋取私利的工具，大搞权钱交易，利用职务便利为他人在职务调整、项目承揽、企业经营等方面谋利，并非法收受巨额财物”。
2025年2月20日，内蒙古自治区鄂尔多斯市中级人民法院一审公开开庭审理了中国石油天然气集团有限公司原党组书记、董事长王宜林受贿一案，鄂尔多斯市人民检察院起诉指控：1996年至2020年，被告人王宜林利用担任新疆石油管理局勘探开发研究院党委副书记、院长，新疆石油管理局党委常委、副局长，中国石油天然气股份有限公司新疆油田分公司党委书记、总经理，中国石油天然气集团公司党组成员、副总经理，中国海洋石油总公司党组书记、董事长，中国石油天然气集团有限公司党组书记、董事长等职务上的便利，为相关个人在职务调整、项目承揽、企业经营等方面提供帮助。2006年至2020年，王宜林直接或者通过他人收受财物共计折合人民币3501万余元。检察机关提请以受贿罪追究王宜林的刑事责任。
2025年5月13日，内蒙古自治区鄂尔多斯市中级人民法院一审公开宣判中国石油天然气集团有限公司原党组书记、董事长王宜林受贿一案，对被告人王宜林以受贿罪判处有期徒刑十三年，并处罚金人民币三百万元；对王宜林犯罪所得财物及孳息依法予以追缴，上缴国库。

## 献
1. ↑  王宜林任中石油集团董事长 周吉平到龄退出 （页面存档备份，存于）. 中国经济网. [2015-05-05].
2. 1 2  董事长专页 的存檔，存档日期2011-04-28.
3. ↑  . 新浪网.   [2015-05-04]. （原始内容存档于2015-05-07）.
4. ↑  . 网易.   [2018-01-26]. （原始内容存档于2018-01-27）.
5. ↑  . www.ccdi.gov.cn.   [2024-02-02]. （原始内容存档于2024-02-02）.
6. ↑  . 网易.   [2016-06-26]. （原始内容存档于2016-06-26）.
7. ↑  . 中央纪委国家监委网站. 2024-07-31  [2024-07-31]. （原始内容存档于2024-08-06）.
8. ↑  . 中國最高人民法院. 2025-02-20 （中文）.

| 商界職務      | 商界職務                                             | 商界職務      |
| ------------- | ---------------------------------------------------- | ------------- |
| 前任： 周吉平 | 中国石油天然气集团公司董事长 2015年5月-2020年1月     | 繼任： 戴厚良 |
| 前任： 周吉平 | 中国石油天然气股份有限公司董事长 2015年5月-2020年1月 | 繼任： 戴厚良 |
| 前任： 傅成玉 | 中国海洋石油有限公司董事长 2011年4月-2015年4月       | 繼任： 杨 华  |
| 前任： 傅成玉 | 中国海洋石油总公司董事长 2011年4月-2015年4月         | 繼任： 杨 华  |